# Macaranga glabra
Macaranga glabra är en törelväxtart som först beskrevs av Antoine Laurent de Jussieu, och fick sitt nu gällande namn av Ferdinand Albin Pax och Käthe Hoffmann. Macaranga glabra ingår i släktet Macaranga och familjen törelväxter. Inga underarter finns listade i Catalogue of Life.